# Филимоновское общество
Филимо́новское общество — сельское общество в составе Коловской волости Пудожского уезда Олонецкой губернии

## Состав[1]
| №  | Населённый пункт                | Расстояние до волостного правления в верстах | Всего жителей (1873) | Всего жителей (1905) |
| -- | ------------------------------- | -------------------------------------------- | -------------------- | -------------------- |
| 1  | Афонасьевская или Афанасьевская | 19                                           | 62                   | 90                   |
| 2  | Захарьевская                    | 19                                           | 101                  | 113                  |
| 3  | Харловская                      | 13                                           | 150                  | 201                  |
| 4  | Подсосенская                    | 11½                                          | 38                   | 49                   |
| 5  | Филимоновская или Филимониха    | 11                                           | 120                  | 148                  |
| 6  | Уржаковская или Уракова         | 11                                           | 46                   | 51                   |
| 7  | Новинская                       | 11                                           | 24                   | 38                   |
| 8  | Левинская                       | 10                                           | 29                   | 46                   |
| 9  | Гурьевская                      | 10                                           | 50?                  | 52                   |
| 10 | Жеребчевская                    | 11                                           | 34                   | 24                   |

В деревнях Афонасьевская, Подсосенская и Левинская по состоянию на 1905 год находились школы. В деревне Подпорожье имелась пароходная пристань.
Всё население по состоянию на 1905 год — 812 человек, на 1873 — примерно 654.
В настоящее время территория общества относится к Пудожскому району Республики Карелия.

## Источник
- Список населенных мест Олонецкой губернии (1905) https://www.prlib.ru/item/370962 стр. 254—255
- http://xn----7sbehhevkhuhcb0b4b4bzki.xn--p1ai/w/snmtwovolost/75